# Toronto Raptors 2019-2020
La stagione 2019-2020 dei Toronto Raptors è stata la 25ª stagione della franchigia in NBA.

## Draft
| Giro | Scelta | Giocatore       | Ruolo | Nazionalità | Università/Squadra |
| ---- | ------ | --------------- | ----- | ----------- | ------------------ |
| 2    | 59     | Dewan Hernandez | PF    | Stati Uniti | Miami Hurricanes   |

## Roster
| \| Pos. \| Num. \| Naz. \| Nome \| Altezza \| Peso \| Data nascita \| Provenienza \| \| ---- \| ---- \| ---- \| ------------------------ \| ------- \| -------- \| ------------ \| -------------------- \| \| G \| 0 \| \| Davis, Terence \| 193 cm \| 93 kg \| 16-05-1997 \| Mississippi \| \| G \| 2 \| \| Ponds, Shamorie \| 183 cm \| 79.4 kg \| 29-06-1998 \| St. John's \| \| A \| 3 \| \| Anunoby, OG \| 203 cm \| 107 kg \| 17-07-1997 \| Indiana \| \| A \| 4 \| \| Hollis Jefferson, Rondae \| 201 cm \| 98.4 kg \| 03-11-1995 \| Arizona \| \| A \| 5 \| \| Johnson, Stanley \| 201 cm \| 111.1 kg \| 29-05-1996 \| Arizona \| \| G \| 7 \| \| Lowry, Kyle \| 183 cm \| 93 kg \| 25-03-1986 \| Villanova \| \| A/C \| 9 \| \| Ibaka, Serge \| 208 cm \| 107 kg \| 18-09-1989 \| Repubblica del Congo \| \| A \| 12 \| \| Brissett, Oshae \| 203 cm \| 95.3 kg \| 20-06-1998 \| Syracuse \| \| AP \| 13 \| \| Miller, Malcolm \| 201 cm \| 95.3 kg \| 06-03-1993 \| Holy Cross \| \| C \| 20 \| \| Hernandez, Dewan \| 211 cm \| 106.6 kg \| 12-09-1996 \| Miami (FL) \| \| G \| 21 \| \| Thomas, Matt \| 196 cm \| 86.2 kg \| 08-04-1994 \| Iowa \| \| A \| 22 \| \| McCaw, Patrick \| 201 cm \| 83.9 kg \| 25-10-1995 \| UNLV \| \| G \| 23 \| \| VanVleet, Fred \| 183 cm \| 88 kg \| 25-02-1994 \| Wichita State \| \| G/AP \| 24 \| \| Powell, Norman \| 193 cm \| 98 kg \| 25-05-1998 \| UCLA \| \| A \| 25 \| \| Boucher, Chris \| 208 cm \| 91 kg \| 11-01-1993 \| Oregon \| \| C \| 33 \| \| Gasol, Marc \| 216 cm \| 116 kg \| 29-01-1985 \| Spagna \| \| A \| 43 \| \| Siakam, Pascal \| 206 cm \| 104 kg \| 02-04-1994 \| New Mexico State \| | Allenatore - Nick Nurse Assistente/i - Nate Bjorkgren - Adrian Griffin - Phil Handy - Eric Khoury - Alex McKechnie - Patrick Mutombo - Jim Sann - Sergio Scariolo Legenda - (C) Capitano - (FA) Free agent - (S) Sospeso - (TW) Contratto Two-way - (GL) Assegnato a squadra G League affiliata - Infortunato |                                               |                          |         |          |              |                      |
| Pos. | Num. | Naz.                                          | Nome                     | Altezza | Peso     | Data nascita | Provenienza          |
| G | 0 | Stati Uniti (bandiera)                        | Davis, Terence           | 193 cm  | 93 kg    | 16-05-1997   | Mississippi          |
| G | 2 | Stati Uniti (bandiera)                        | Ponds, Shamorie          | 183 cm  | 79.4 kg  | 29-06-1998   | St. John's           |
| A | 3 | Inghilterra (bandiera)                        | Anunoby, OG              | 203 cm  | 107 kg   | 17-07-1997   | Indiana              |
| A | 4 | Stati Uniti (bandiera)                        | Hollis Jefferson, Rondae | 201 cm  | 98.4 kg  | 03-11-1995   | Arizona              |
| A | 5 | Stati Uniti (bandiera)                        | Johnson, Stanley         | 201 cm  | 111.1 kg | 29-05-1996   | Arizona              |
| G | 7 | Stati Uniti (bandiera)                        | Lowry, Kyle              | 183 cm  | 93 kg    | 25-03-1986   | Villanova            |
| A/C | 9 | Rep. del Congo (bandiera) · Spagna (bandiera) | Ibaka, Serge             | 208 cm  | 107 kg   | 18-09-1989   | Repubblica del Congo |
| A | 12 | Canada (bandiera)                             | Brissett, Oshae          | 203 cm  | 95.3 kg  | 20-06-1998   | Syracuse             |
| AP | 13 | Stati Uniti (bandiera)                        | Miller, Malcolm          | 201 cm  | 95.3 kg  | 06-03-1993   | Holy Cross           |
| C | 20 | Stati Uniti (bandiera)                        | Hernandez, Dewan         | 211 cm  | 106.6 kg | 12-09-1996   | Miami (FL)           |
| G | 21 | Stati Uniti (bandiera)                        | Thomas, Matt             | 196 cm  | 86.2 kg  | 08-04-1994   | Iowa                 |
| A | 22 | Stati Uniti (bandiera)                        | McCaw, Patrick           | 201 cm  | 83.9 kg  | 25-10-1995   | UNLV                 |
| G | 23 | Stati Uniti (bandiera)                        | VanVleet, Fred           | 183 cm  | 88 kg    | 25-02-1994   | Wichita State        |
| G/AP | 24 | Stati Uniti (bandiera)                        | Powell, Norman           | 193 cm  | 98 kg    | 25-05-1998   | UCLA                 |
| A | 25 | Saint Lucia (bandiera) · Canada (bandiera)    | Boucher, Chris           | 208 cm  | 91 kg    | 11-01-1993   | Oregon               |
| C | 33 | Spagna (bandiera)                             | Gasol, Marc              | 216 cm  | 116 kg   | 29-01-1985   | Spagna               |
| A | 43 | Camerun (bandiera)                            | Siakam, Pascal           | 206 cm  | 104 kg   | 02-04-1994   | New Mexico State     |

## Classifiche

### Atlantic Division
| Atlantic Division      | Atlantic Division | Atlantic Division | Atlantic Division | Atlantic Division | Atlantic Division | Atlantic Division | Atlantic Division | Atlantic Division |
| Squadra                | V                 | S                 | V%                | PR                | Casa              | Trasf             | Div               | PG                |
| ---------------------- | ----------------- | ----------------- | ----------------- | ----------------- | ----------------- | ----------------- | ----------------- | ----------------- |
| y - Toronto Raptors    | 53                | 19                | .736              | 2,5               | 26–10             | 27–9              | 9–5               | 72                |
| x - Boston Celtics     | 48                | 24                | .667              | 7,5               | 26–10             | 22–14             | 9–6               | 72                |
| x - Philadelphia 76ers | 43                | 30                | .589              | 13,0              | 31–4              | 12–26             | 11–5              | 73                |
| x - Brooklyn Nets      | 35                | 37                | .486              | 20,5              | 20–16             | 15–21             | 6–10              | 72                |
| N.Y. Knicks            | 21                | 45                | .318              | 31,5              | 11–22             | 10–23             | 2–11              | 66                |

### Eastern Conference
| Eastern Conference | Eastern Conference     | Eastern Conference | Eastern Conference | Eastern Conference | Eastern Conference | Eastern Conference |
| #                  | Squadra                | V                  | S                  | V%                 | PR                 | PG                 |
| ------------------ | ---------------------- | ------------------ | ------------------ | ------------------ | ------------------ | ------------------ |
| 1                  | z - Milwaukee Bucks *  | 56                 | 17                 | .767               | –                  | 73                 |
| 2                  | y - Toronto Raptors *  | 53                 | 19                 | .736               | 2,5                | 72                 |
| 3                  | x - Boston Celtics     | 48                 | 24                 | .667               | 7,5                | 72                 |
| 4                  | x - Indiana Pacers     | 45                 | 28                 | .616               | 11,0               | 73                 |
| 5                  | y - Miami Heat *       | 44                 | 29                 | .603               | 12,0               | 73                 |
| 6                  | x - Philadelphia 76ers | 43                 | 30                 | .589               | 13,0               | 73                 |
| 7                  | x - Brooklyn Nets      | 35                 | 37                 | .486               | 20,5               | 72                 |
| 8                  | x - Orlando Magic      | 33                 | 40                 | .452               | 23,0               | 73                 |
|                    |                        |                    |                    |                    |                    |                    |
| 9                  | Wash. Wizards          | 25                 | 47                 | .347               | 30,5               | 72                 |
| 10                 | Charlotte Hornets      | 23                 | 42                 | .354               | 29,0               | 65                 |
| 11                 | Chicago Bulls          | 22                 | 43                 | .338               | 30,0               | 65                 |
| 12                 | N.Y. Knicks            | 21                 | 45                 | .318               | 31,5               | 66                 |
| 13                 | Detroit Pistons        | 20                 | 46                 | .303               | 32,5               | 66                 |
| 14                 | Atlanta Hawks          | 20                 | 47                 | .299               | 33,0               | 67                 |
| 15                 | Cleveland Cavaliers    | 19                 | 46                 | .292               | 33,0               | 65                 |

## Calendario e risultati

### Preseason
| Preseason 2019                                    | Preseason 2019                                    | Preseason 2019                                    | Preseason 2019                                    | Preseason 2019                                    | Preseason 2019                                    | Preseason 2019                                    | Preseason 2019                                    | Preseason 2019                                    |
| Record preseason: 2-2 (Casa: 1-1; Trasferta: 1-1) | Record preseason: 2-2 (Casa: 1-1; Trasferta: 1-1) | Record preseason: 2-2 (Casa: 1-1; Trasferta: 1-1) | Record preseason: 2-2 (Casa: 1-1; Trasferta: 1-1) | Record preseason: 2-2 (Casa: 1-1; Trasferta: 1-1) | Record preseason: 2-2 (Casa: 1-1; Trasferta: 1-1) | Record preseason: 2-2 (Casa: 1-1; Trasferta: 1-1) | Record preseason: 2-2 (Casa: 1-1; Trasferta: 1-1) | Record preseason: 2-2 (Casa: 1-1; Trasferta: 1-1) |
| Partita                                           | Data                                              | Avversario                                        | Punteggio                                         | Più punti                                         | Più rimbalzi                                      | Più assist                                        | Stadio e spettatori                               | Record                                            |
| ------------------------------------------------- | ------------------------------------------------- | ------------------------------------------------- | ------------------------------------------------- | ------------------------------------------------- | ------------------------------------------------- | ------------------------------------------------- | ------------------------------------------------- | ------------------------------------------------- |
| 1                                                 | 08.10.2019                                        | Houston Rockets                                   | V 129-134                                         | Siakam (24)                                       | Siakam (11)                                       | Davis (5)                                         | Saitama Super Arena (37.000)                      | 1-0                                               |
| 2                                                 | 10.10.2019                                        | @ Houston Rockets                                 | P 111-118                                         | Powell (22)                                       | Ibaka (8)                                         | VanVleet (10)                                     | Saitama Super Arena (37.000)                      | 1-1                                               |
| 3                                                 | 13.10.2019                                        | Chicago Bulls                                     | P 105-91                                          | Anunoby (15)                                      | Hernandez (11)                                    | Anunoby, Davis (4)                                | Scotiabank Arena (15.781)                         | 1-2                                               |
| 4                                                 | 18.10.2019                                        | @ Brooklyn Nets                                   | V 123-107                                         | Anunoby (18)                                      | Ibaka (11)                                        | VanVleet (8)                                      | Barclays Center (19.000)                          | 2-2                                               |

### Regular season

#### Ottobre
| Ottobre 2019                                    | Ottobre 2019                                    | Ottobre 2019                                    | Ottobre 2019                                    | Ottobre 2019                                    | Ottobre 2019                                    | Ottobre 2019                                    | Ottobre 2019                                    | Ottobre 2019                                    |
| Record ottobre: 4-1 (Casa: 3-0; Trasferta: 1-1) | Record ottobre: 4-1 (Casa: 3-0; Trasferta: 1-1) | Record ottobre: 4-1 (Casa: 3-0; Trasferta: 1-1) | Record ottobre: 4-1 (Casa: 3-0; Trasferta: 1-1) | Record ottobre: 4-1 (Casa: 3-0; Trasferta: 1-1) | Record ottobre: 4-1 (Casa: 3-0; Trasferta: 1-1) | Record ottobre: 4-1 (Casa: 3-0; Trasferta: 1-1) | Record ottobre: 4-1 (Casa: 3-0; Trasferta: 1-1) | Record ottobre: 4-1 (Casa: 3-0; Trasferta: 1-1) |
| Partita                                         | Data                                            | Avversario                                      | Punteggio                                       | Più punti                                       | Più rimbalzi                                    | Più assist                                      | Spettatori                                      | Record                                          |
| ----------------------------------------------- | ----------------------------------------------- | ----------------------------------------------- | ----------------------------------------------- | ----------------------------------------------- | ----------------------------------------------- | ----------------------------------------------- | ----------------------------------------------- | ----------------------------------------------- |
| 1                                               | 22.10.2019                                      | N.O. Pelicans                                   | V 122-130                                       | VanVleet, Siakam (32)                           | Siakam (18)                                     | VanVleet (7)                                    | Scotiabank Arena (15.781)                       | 1-0                                             |
| 2                                               | 26.10.2019                                      | @ Boston Celtics                                | P 106-122                                       | Siakam (33)                                     | Siakam, Ibaka (8)                               | Lowry (7)                                       | TD Garden (18.624)                              | 1-1                                             |
| 3                                               | 27.10.2019                                      | @ Chicago Bulls                                 | V 108-84                                        | Siakam (19)                                     | Gasol (10)                                      | Lowry (8)                                       | United Center (20.917)                          | 2-1                                             |
| 4                                               | 29.10.2019                                      | Orlando Magic                                   | V 95-104                                        | Lowry (26)                                      | Ibaka, Gasol (10)                               | VanVleet, Lowry (6)                             | Scotiabank Arena (15.781)                       | 3-1                                             |
| 5                                               | 31.10.2019                                      | Detroit Pistons                                 | V 113-125                                       | Siakam (30)                                     | Anunoby (8)                                     | VanVleet (11)                                   | Scotiabank Arena (15.781)                       | 4-1                                             |

#### Novembre
| Novembre 2019                                     | Novembre 2019                                     | Novembre 2019                                     | Novembre 2019                                     | Novembre 2019                                     | Novembre 2019                                     | Novembre 2019                                     | Novembre 2019                                     | Novembre 2019                                     |
| Record novembre: 10-3 (Casa: 5-0; Trasferta: 5-3) | Record novembre: 10-3 (Casa: 5-0; Trasferta: 5-3) | Record novembre: 10-3 (Casa: 5-0; Trasferta: 5-3) | Record novembre: 10-3 (Casa: 5-0; Trasferta: 5-3) | Record novembre: 10-3 (Casa: 5-0; Trasferta: 5-3) | Record novembre: 10-3 (Casa: 5-0; Trasferta: 5-3) | Record novembre: 10-3 (Casa: 5-0; Trasferta: 5-3) | Record novembre: 10-3 (Casa: 5-0; Trasferta: 5-3) | Record novembre: 10-3 (Casa: 5-0; Trasferta: 5-3) |
| Partita                                           | Data                                              | Avversario                                        | Punteggio                                         | Più punti                                         | Più rimbalzi                                      | Più assist                                        | Spettatori                                        | Record                                            |
| ------------------------------------------------- | ------------------------------------------------- | ------------------------------------------------- | ------------------------------------------------- | ------------------------------------------------- | ------------------------------------------------- | ------------------------------------------------- | ------------------------------------------------- | ------------------------------------------------- |
| 1                                                 | 3.11.2019                                         | @ Milwaukee Bucks                                 | P 115-105                                         | Lowry (36)                                        | Gasol (12)                                        | VanVleet (7)                                      | Fiserv Forum (17.500)                             | 0-1                                               |
| 2                                                 | 7.11.2019                                         | Sacramento Kings                                  | V 120-124                                         | Lowry (24)                                        | Siakam (13)                                       | Lowry (6)                                         | Scotiabank Arena (19.800)                         | 1-1                                               |
| 3                                                 | 9.11.2019                                         | @ N.O. Pelicans                                   | V 122-104                                         | Siakam (44)                                       | Siakam (10)                                       | VanVleet (11)                                     | Smoothie King Center (16.867)                     | 2-1                                               |
| 4                                                 | 11.11.2019                                        | @ L.A. Lakers                                     | V 113-104                                         | Siakam (24)                                       | Siakam (11)                                       | VanVleet (10)                                     | Staples Center (19.060)                           | 3-1                                               |
| 5                                                 | 12.11.2019                                        | @ L.A. Clippers                                   | P 88-98                                           | Siakam (16)                                       | Siakam (10)                                       | VanVleet (8)                                      | Staples Center (19.060)                           | 3-2                                               |
| 6                                                 | 14.11.2019                                        | @ Portland T. Blazers                             | V 114-106                                         | Siakam (36)                                       | Hollis-Jefferson (11)                             | VanVleet (7)                                      | Moda Center (19.393)                              | 4-2                                               |
| 7                                                 | 17.11.2019                                        | @ Dallas Mavericks                                | P 102-100                                         | Powell (26)                                       | Gasol (9)                                         | Siakam, VanVleet (7)                              | American Airlines Center (19.200)                 | 4-3                                               |
| 8                                                 | 19.11.2019                                        | Charlotte Hornets                                 | V 96-132                                          | Anunoby (24)                                      | Siakam, Gasol (8)                                 | Gasol (9)                                         | Scotiabank Arena (19.800)                         | 5-3                                               |
| 9                                                 | 21.11.2019                                        | Orlando Magic                                     | V 97-113                                          | VanVleet (24)                                     | Siakam, Boucher (11)                              | VanVleet (7)                                      | Scotiabank Arena (19.800)                         | 6-3                                               |
| 10                                                | 24.11.2019                                        | @ Atlanta Hawks                                   | V 119-116                                         | Siakam (34)                                       | Hollis-Jefferson (9)                              | VanVleet                                          | State Farm Arena (15.711)                         | 7-3                                               |
| 11                                                | 26.11.2019                                        | Philadelphia 76ers                                | V 96-101                                          | Siakam (25)                                       | Hollis-Jefferson (10)                             | VanVleet (8)                                      | Scotiabank Arena (19.800)                         | 8-3                                               |
| 12                                                | 28.11.2019                                        | N.Y. Knicks                                       | V 98-126                                          | Siakam (31)                                       | Anunoby, Hollis-Jefferson (12)                    | VanVleet (4)                                      | Scotiabank Arena (19.800)                         | 9-3                                               |
| 13                                                | 30.11.2019                                        | @ Orlando Magic                                   | V 90-83                                           | Powell (33)                                       | Siakam (13)                                       | Siakam (5)                                        | Amway Center (18.846)                             | 10-3                                              |

#### Dicembre
| Dicembre 2019                                    | Dicembre 2019                                    | Dicembre 2019                                    | Dicembre 2019                                    | Dicembre 2019                                    | Dicembre 2019                                    | Dicembre 2019                                    | Dicembre 2019                                    | Dicembre 2019                                    |
| Record dicembre: 8-7 (Casa: 4-5; Trasferta: 4-2) | Record dicembre: 8-7 (Casa: 4-5; Trasferta: 4-2) | Record dicembre: 8-7 (Casa: 4-5; Trasferta: 4-2) | Record dicembre: 8-7 (Casa: 4-5; Trasferta: 4-2) | Record dicembre: 8-7 (Casa: 4-5; Trasferta: 4-2) | Record dicembre: 8-7 (Casa: 4-5; Trasferta: 4-2) | Record dicembre: 8-7 (Casa: 4-5; Trasferta: 4-2) | Record dicembre: 8-7 (Casa: 4-5; Trasferta: 4-2) | Record dicembre: 8-7 (Casa: 4-5; Trasferta: 4-2) |
| Partita                                          | Data                                             | Avversario                                       | Punteggio                                        | Più punti                                        | Più rimbalzi                                     | Più assist                                       | Spettatori                                       | Record                                           |
| ------------------------------------------------ | ------------------------------------------------ | ------------------------------------------------ | ------------------------------------------------ | ------------------------------------------------ | ------------------------------------------------ | ------------------------------------------------ | ------------------------------------------------ | ------------------------------------------------ |
| 1                                                | 2.12.2019                                        | Utah Jazz                                        | V 110-130                                        | Siakam (35)                                      | Hollis Jefferson (6)                             | VanVleet (11)                                    | Scotiabank Arena (19.800)                        | 1-0                                              |
| 2                                                | 4.12.2019                                        | Miami Heat                                       | P 121-110                                        | VanVleet (19)                                    | Siakam (12)                                      | Lowry (11)                                       | Scotiabank Arena (19.800)                        | 1-1                                              |
| 3                                                | 6.12.2019                                        | Houston Rockets                                  | P 119-109                                        | Siakam (24)                                      | Siakam (9)                                       | Lowry (8)                                        | Scotiabank Arena (19.800)                        | 1-2                                              |
| 4                                                | 9.12.2019                                        | @ Philadelphia 76ers                             | P 104-110                                        | Lowry (26)                                       | Anunoby (10)                                     | Lowry (5)                                        | Wells Fargo Center (20.478)                      | 1-3                                              |
| 5                                                | 10.12.2019                                       | @ Chicago Bulls                                  | V 93-92                                          | Siakam (22)                                      | Ibaka (14)                                       | Lowry (7)                                        | United Center (20.917)                           | 2-3                                              |
| 6                                                | 12.12.2019                                       | L.A. Clippers                                    | P 112-92                                         | Siakam (24)                                      | Gasol (11)                                       | Lowry, Gasol (6)                                 | Scotiabank Arena (19.800)                        | 2-4                                              |
| 7                                                | 15.12.2019                                       | Brooklyn Nets                                    | V 102-110                                        | Siakam (30)                                      | Gasol (15)                                       | Lowry (6)                                        | Scotiabank Arena (19.800)                        | 3-4                                              |
| 8                                                | 17.12.2019                                       | Cleveland Cavaliers                              | V 113-133                                        | Siakam (33)                                      | Anunoby (9)                                      | Lowry (11)                                       | Scotiabank Arena (19.800)                        | 4-4                                              |
| 9                                                | 19.12.2019                                       | @ Detroit Pistons                                | V 112-99                                         | Siakam (26)                                      | Lowry (10)                                       | Lowry (10)                                       | Little Caesars Arena (20.332)                    | 5-4                                              |
| 10                                               | 21.12.2019                                       | Wash. Wizards                                    | V 118-122                                        | Lowry (26)                                       | Ibaka (10)                                       | Lowry (9)                                        | Scotiabank Arena (19.800)                        | 6-4                                              |
| 11                                               | 22.12.2019                                       | Dallas Mavericks                                 | V 107-110                                        | Lowry (32)                                       | Lowry (8)                                        | Lowry (10)                                       | Scotiabank Arena (19.800)                        | 7-4                                              |
| 12                                               | 24.12.2019                                       | @ Indiana Pacers                                 | P 115-120                                        | Lowry (30)                                       | Anunoby (12)                                     | VanVleet (11)                                    | Bankers Life Fieldhouse (17.923)                 | 7-5                                              |
| 13                                               | 25.12.2020                                       | Boston Celtics                                   | P 118-102                                        | VanVleet (27)                                    | VanVleet, Lowry (4)                              | Lowry (8)                                        | Scotiabank Arena (19.800)                        | 7-6                                              |
| 14                                               | 29.12.2019                                       | @ Boston Celtics                                 | V 113-97                                         | Lowry (30)                                       | Ibaka (10)                                       | McCaw (8)                                        | TD Garden (19.156)                               | 8-6                                              |
| 15                                               | 30.12.2019                                       | Oklahoma Thunder                                 | P 98-97                                          | Lowry, VanVleet (20)                             | Ibaka (14)                                       | VanVleet (8)                                     | Scotiabank Arena (19.800)                        | 8-7                                              |

#### Gennaio
| Gennaio 2020                                    | Gennaio 2020                                    | Gennaio 2020                                    | Gennaio 2020                                    | Gennaio 2020                                    | Gennaio 2020                                    | Gennaio 2020                                    | Gennaio 2020                                    | Gennaio 2020                                    |
| Record gennaio: 3-2 (Casa: 1-1; Trasferta: 2-1) | Record gennaio: 3-2 (Casa: 1-1; Trasferta: 2-1) | Record gennaio: 3-2 (Casa: 1-1; Trasferta: 2-1) | Record gennaio: 3-2 (Casa: 1-1; Trasferta: 2-1) | Record gennaio: 3-2 (Casa: 1-1; Trasferta: 2-1) | Record gennaio: 3-2 (Casa: 1-1; Trasferta: 2-1) | Record gennaio: 3-2 (Casa: 1-1; Trasferta: 2-1) | Record gennaio: 3-2 (Casa: 1-1; Trasferta: 2-1) | Record gennaio: 3-2 (Casa: 1-1; Trasferta: 2-1) |
| Partita                                         | Data                                            | Avversario                                      | Punteggio                                       | Più punti                                       | Più rimbalzi                                    | Più assist                                      | Spettatori                                      | Record                                          |
| ----------------------------------------------- | ----------------------------------------------- | ----------------------------------------------- | ----------------------------------------------- | ----------------------------------------------- | ----------------------------------------------- | ----------------------------------------------- | ----------------------------------------------- | ----------------------------------------------- |
| 1                                               | 1.1.2020                                        | Cleveland Cavaliers                             | V 97-107                                        | Lowry (24)                                      | Ibaka (10)                                      | Lowry (8)                                       | Scotiabank Arena (19.800)                       | 1-0                                             |
| 2                                               | 3.1.2020                                        | @ Miami Heat                                    | L 76-84                                         | Ibaka (19)                                      | Anunoby (12)                                    | Lowry (8)                                       | AmericanAirlines Arena (19.600)                 | 1-1                                             |
| 3                                               | 5.1.2020                                        | @ Brooklyn Nets                                 | V 121-102                                       | VanVleet (29)                                   | Ibaka (12)                                      | VanVleet (11)                                   | Barclays Center (17.732)                        | 2-1                                             |
| 4                                               | 8.1.2020                                        | Portland T. Blazers                             | L 101-99                                        | Lowry (24)                                      | Ibaka (11)                                      | Lowry (10)                                      | Scotiabank Arena (19.800)                       | 2-2                                             |
| 5                                               | 9.1.2020                                        | @ Charlotte Hornets                             | L 112-110                                       | Ibaka, Davis (23)                               | Ibaka, Davis (11)                               | McCaw (10)                                      | Spectrum Center (13.965)                        | 3-2                                             |